# Daniel Fecica
Daniel Fecica (ur. 29 listopada 1940 w Krynicy) – polski pływak, mistrz Polski, specjalista stylu klasycznego.

## Kariera sportowa
W latach 1960-1970 był zawodnikiem Ślęzy Wrocław. Na basenie 50-metrowym zdobył dwa złote medale mistrzostw Polski na dystansie 200 m stylem klasycznym (1961, 1964) oraz siedem srebrnych medali (na 100 m stylem klasycznym w 1961, 1964, 1966 i 1967 oraz na 200 m stylem klasycznym w 1966, 1967 i 1968) i jeden brązowy medal (na 200 m stylem klasycznym w 1962). Dwukrotnie wygrywał na dystansie 200 m stylem klasycznym na zimowych mistrzostwach Polski (1961, 1963).
W 1963 ukończył studia w Wyższej Szkole Wychowania Fizycznego we Wrocławiu.
Jego żoną od 1966 jest pływaczka Krystyna Jagodzińska. 